# Радуга (фильм, 1943)
«Радуга» — советский чёрно-белый художественный фильм режиссёра Марка Донского о войне, экранизация одноимённой повести Ванды Василевской. Премьера фильма состоялась 24 января 1944 года.

## Сюжет
Во время Великой Отечественной войны простая украинская женщина Олёна Костюк становится партизанкой. Попав в руки врага, она переносит нечеловеческие муки, пытки, смерть своего новорождённого ребёнка, убитого фашистом, но не выдаёт товарищей...

## История создания
Фильм снимался в 1943 году в Ашхабаде на стадионе, засыпанном солью, которая заменила снег.

## В ролях
- Наталия Ужвий — Олёна Костюк
- Елена Тяпкина — Федосья
- Валентина Ивашёва — Ольга, учительница
- Нина Алисова — Пуся, сестра Ольги, жена лейтенанта Кравченко, любовница коменданта
- Антон Дунайский — дед Евдоким Петрович Охапка
- Анна Лисянская — Малючиха
- Ханс Клеринг — комендант Курт Вернер
- Николай Братерский — староста Петро Гаплик
- Владимир Чобур — лейтенант Сергей Кравченко
- Витя Виноградов — Мишка, сын Малючихи
- Алик Летичевский — Сашка, сын Малючихи
- Вова Пономарёв — младший сын Малючихи
- Эмма Перельштейн — дочь Малючихи
- Юлия Ткаченко
- Нина Ли
- Елизавета Хуторная — Грохачиха
- Аполлон Осенев — символический Гитлер

## Съёмочная группа
- Автор сценария: Ванда Василевская
- Режиссёр: Марк Донской
- Оператор: Борис (Бенцион) Монастырский
- Композитор: Лев Шварц
- Художник: Валентина Хмелёва
- Ассистент режиссёра: Рафаил Перельштейн

## Награды
В 1946 году Сталинская премия I степени присвоена режиссёру фильма М. Донскому, исполнительнице роли Олёны Костюк актрисе Н. Ужвий и исполнительнице роли Пуси актрисе Н. Алисовой.
В 1944 году Указом Президиума Верховного Совета СССР «за успешную работу в области советской кинематографии дни Великой Отечественной войны и выпуск художественных кинокартин» награждены как участники съёмок фильма «Радуга»:
- Наталья Ужвий за исполнение роли Олёны Костюк — Орденом Ленина,
- Нина Алисова за исполнение роли Пуси — Орденом Трудового Красного знамени,
- Монастырский Б. С., оператор картины — орденом Красной Звезды,
- Елена Тяпкина за исполнение роли Феодосии — орденом Красной Звезды.

Несмотря на широко распространённую в печати информацию, фильм никогда не получал американской премии «Оскар», поскольку эта премия в номинации «Лучший фильм на иностранном языке» впервые была вручена только в 1947 году. Но картина была отмечена Главным призом ассоциации кинокритиков США и Высшей премией газеты «Daily News» «За лучший иностранный фильм в американском прокате 1944 года», а также призом Национального совета кинообозревателей США.

## Дополнительные факты
Кинокритик Роб Эдельман видел в «яростной драме» возможное влияние на итальянский неореализм 1950-х годов.